# Bisdom Soacha
Het bisdom Soacha (Latijn: Dioecesis Soachaensis) is een rooms-katholiek bisdom met als zetel Soacha, in Colombia. Het bisdom is suffragaan aan het aartsbisdom Bogota. 

## Geschiedenis
Het bisdom werd opgericht op 6 augustus 2003, uit delen van het aartsbisdom Bogota. 

## Parochies
Het bisdom had in 2020 een oppervlakte van 425 km2 en telde 1.600.670 inwoners waarvan 82,7% rooms-katholiek was.

## Bisschoppen
- Daniel Caro Borda (6 augustus 2003 - 29 juni 2016)
- José Daniel Falla Robles (29 juni 2016 - 1 mei 2021)
  - Luis José Rueda Aparicio (apostolisch administrator: 13 mei 2021 - 25 juni 2022)
- Juan Carlos Barreto Barreto (25 april 2022 - heden)

## Galerij van afbeeldingen

Wapen van het bisdom Soacha

Bogota (aartsbisdom) · Engativá · Facatativá · Fontibón · Girardot · Soacha · Zipaquirá